# Río Cacequi
El río Cacequi es un río brasileño que atraviesa el estado de Rio Grande do Sul. Desemboca en el río Santa María, un afluente del río Ibicuí el cual desemboca a su vez en el río Uruguay, perteneciendo así a la Cuenca del Plata.